# Campionato nordamericano maschile di pallavolo 1971
Il II campionato nordamericano maschile di pallavolo si è svolto dal 17 al 22 agosto 1971 a L'Avana, a Cuba. Al torneo hanno partecipato 5 squadre nazionali nordamericane e la vittoria finale è andata per la seconda volta consecutiva a Cuba.

## Classifica finale
| Classifica | Squadre          | Qualificazione            |
| ---------- | ---------------- | ------------------------- |
|            | Cuba             | Giochi della XX Olimpiade |
|            | Stati Uniti      |                           |
|            | Messico          |                           |
| 4          | Porto Rico       |                           |
| 5          | Antille Olandesi |                           |